# D'Agoult
La famiglia d'Agoult (Agaldo) fu una delle più antiche famiglie provenzali che regnò nei paesi d'Apt e di Sault durante tutto il Medioevo. Prese il suo nome da un borgo nella diocesi di Cavaillon.

## Storia
I d'Agoult diedero origine alle famiglie de Simiane (circa 1090) e de Pontevès (circa 1215). Discendevano dalla famiglia di Raimonda moglie di Maiolo di Narbonne (circa 855-9119). I capostipiti della famiglia furono Humbert d'Agoult (circa 950-1010), signore d'Apt, figlio di Eyric fratello di San Maiolo di Cluny che nel 993 fece una donazione all'Abbazia Saint Victor di Marsiglia e suo figlio Guglielmo I (circa 977-1041) marito di Adélaïde de Reillanne (995-1053) e padre di: Rostaing I (1015-1076) marito di Gisèle di Nizza (1030-1070); Costanza, morta nel 1032, moglie di Bonifacio di Reillanne (960-1031) e di Emaur (o Inauris) (1030-1078) sposata nel 1045 con Ugo di Baux e madre di Guglielmo Ugo I di Baux (vedi Del Balzo) che sposò la figlia di Raimondo Berengario III di Barcellona figlio di Raimondo Berengario II di Barcellona e di Matilde di Altavilla figlia del duca di Puglia e Calabria e conte di Sicilia, Roberto il Guiscardo e della principessa longobarda Sichelgaita di Salerno.
Raimbaud I d'Agoult (1060-1113) figlio di Rostaing I, fondatore della famiglia de Simiane, si sposò nel 1090 con Sancie de Simiane (1075-1122), fu padre di: Guiraud I de Simiane (1095-1177) che sposò prima Almucs de Castelnau e dopo Galburge de Forcalquier (figlia di Guillaume III e di Gersende d'Albon figlia di Matilde di Sicilia Altavilla); del crociato Bertrand Rambaud (1098-1145) marito di Poncie de Mison de Gordes (1105-1157), di Rostaing III (1105-1178) e di Valpurge moglie di Pons IV de Fos (1100-1173). I fratelli di Rimbaud I, Humbert padre di Humbert IV e Frénégonde sposarono il primo Lamarsane de Viens e la seconda Guillaume de Laugier.
Raymond d'Agoult (1130-1185) figlio di Bertrand Rambaud si sposò nel 1160 con Isoarde de Dié (1135-1184) nipote di Alix d'Albon (vedi Contea d'Albon). Fu padre del Trovatore Guillaume d'Agoult morto nel 1181 e di: Isnard I 1160-1225 che sposò nel 1182 Mabille de Fos (1160-1257); Raymond II morto nel 1224, marito di Beatrice, figlia di Jaufre Reforzat de Trets. e padre di Cécile sposata nel 1230 con Jacques I de La Rivière; Raymond III marito di Rabaude de Coutagnery; Isnart d'Agoult d'Entrevenas, Trovatore (1203-1225); Bertrand Ier de Mison d'Agoult (1170-1240) sposato nel 1190 con Béatrice de Mévouillon 1170-1200, nel 1200 con Lucérande de Mison (1180-1217) e nel 1219 con Isoarde de Sainte Jalle; Sacristaine moglie di Bernard Raimbaud de Simiane; Faydide moglie di Guillaume I de Laugier, Humbert I morto nel 1215 padre di Humbert II morto nel 1255.
Amiel I d'Agoult (Agaldo di Corbano) morto nel 1291, signore di Curbans, del Monestier e di Claret, figlio di Bertrand I d'Agoult e di Isoarde de Sainte Jalle, nel 1265 seguì Carlo d'Angiò in Italia. Nel 1266 venne nominato siniscalco di Provenza, nel 1267 fu capitano delle truppe in Abruzzo, nel 1268 partecipò all'assedio di Lucera. Nel 1269 fu ambasciatore per Carlo d'Angiò alla Repubblica di Venezia e in Ungheria dove seguì gli accordi matrimoniali fra Maria d'Ungheria e Carlo II d'Angiò. Nel 1271 fu nominato siniscalco di Lombardia, nel 1272 trattò la tregua con Asti, nel 1280 trattò a Vienna il matrimonio di Carlo Martello d'Angiò con Clemenza d'Asburgo, figlia dell'imperatore Rodolfo I d'Asburgo, nel 1281 era marchese della Marca Anconitana ed era signore di alcuni castelli in Abruzzo tra cui Corropoli e Controguerra. Sposò Alix de Mévouillon figlia di Raymond III (1167-1228) e di Saure de Chapteuil. Sua figlia Isnarde sposò BertrandoII del Balzo-Orange (1255-1305) figlio di Raymond II Des Baux 1230-1279 (vedi Del Balzo) e di Laure Adhémar de Grignan (vedi Adhémar de Monteil (famiglia). Amiel I d'Agoult ebbe anche un figlio fuori dal matrimonio: Guillaume d'Agoult che sposò Jourdaine de Montainard e fu padre di Roncelin d'Agoult che sposò Consoline de Fos e Philippine d'Agoult Louis de Moustiers.
Nel 1225 Isnard II d'Entrevennes d'Agoult (1183-1244) figlio di Isnard I, sposò Dulceline de Pontevès, (1190-1256) e trasmise il nome "de Pontevès" a suo figlio Fouquet I de Pontevès (1210-1264) che sposò Mathilde de Rezza, figlia di Guillaume di Cotignac e signore di Carces. Isnard II fu padre anche di Isnard III (1225-1277) marito di Beatrice di Marsiglia (1225-1259), di Raymond IV (1220-1295) marito nel 1253di Alix de Mévouillon e alla sua morte di Galburge de Sabran (1260-1295). Isnard IV d'Agoult (1243-1315), figlio di Isnard III, si sposò due volte: nel 1270 con Briande Artaud d'Aix dalla quale ebbe Raymond VII marito di Consoline de Fos morta nel 1320 e nel 1280 con Béatrice des Baux (vedi Del Balzo) dalla quale ebbe Ermengarde (1293-1341) moglie di Isnard Féraud de Glandeves (1295-1372).
Raymond VII morto nel 1356, figlio di Isnard IV si sposò 4 volte. Nel 1286 con Consoline de Fos dalla quale ebbe Foulques (1290-1375) che sposò nel 1323 Alix de Baux (vedi Del Balzo). Nel 1321 con Mabille de Forcalquier. Nel 1327 con Léonie des Baux dalla quale ebbe: Borghèse moglie di Ermengaud de Sabran, Marguerite moglie di Bérenger de Pontevès, Fouquet (1330-1375) marito di Alasacie des Baux e Raymond VIII (1340-1408) marito di Clémence de Morges (1347-1411). Nel 1341con Agnès Arnaud de Montpezat dalla quale ebbe Marguerite (1342-1367) moglie di Barral III de Pontevès (1300-1392), Ronceline moglie di Hugues d'Adhémar de La Garde (figlio di Lambert d'Adhémar de Monteil, vedi Adhémar de Monteil (famiglia).

## Rami della famiglia d'Agoult
Agoult-Sault, Agoult-Château-Arnoux, Agoult de Luc-en-Diois, Agoult des Beaumettes, Agoult-Mison, Agoult d'Ollières, Agoult-Trets, Agoult-Upaix, Agoult-Curbans, Agoult-Montauban, Agoult-Bonneval, Agoult-Chanousse, Agoult-Montmaur, Agoult-Voreppe, Agoult-Beauvesin, Agoult-Beauplan, Agoult-Saint Auban, d'Agoult-Angles, Félix d'Agoult, Flotte d'Agoult, Raffélis de Vincens d'Agoult, Séguier d'Agoult.

## Rami d'Agoult-Sault e Barret
- Raymond V d'Agoult, seigneur de Barret †1412, figlio di Raymond IV Signore di Sault (1328-1408) marito di Louise de Glandevès padre di Foulques morto nel 1492
- Foulques II d'Agoult padre di Fouquet Vincens d'Agoult, Signore di Saint-Auban morto nel 1526 sposato nel 1491 con Jeanne de Bouic.

## Ramo d'Agoult-Angles
Fouquet d'Agoult Signore di Rogne, Angles, Vergon et St Auban sposò nel 1490 Anne de Bouic padre di Julie moglie nel 1597 di Henri de Raffélis, di Arnaud marito di Lucresse de Gerente Cabanes e padre di François e di Balthazard, di François morto nel 1647 marito di Françoise de Castellane e padre di Balthazard e di Roland
- Balthazard d'Agoult, figlio di François e marito nel 1594] di Anne d'Aguillery de Lespoux.

## Ramo Flotte d'Agoult
Marguerite d'Agoult sposò nel 1550 "Jean Flotte figlio di Honoré e di Marguerite de Boniface. Ebbero 4 figli: 1) François de Vincent morto nel 1586, Signore d'Angles sposato nel 1578 con Françoise de Castellane de Montmeyan e padre di Balthazard, Roland, e di Hélione 2) Raymond Flotte d'Agoult sposato nel 1575 con Antoinette Raymond d'Eoux e padre di François morto nel 1586, Joseph morto nel 1590, Signore di Saint-Auban morto nel 1590, Auban de Seillans Flotte d'Agoult 3) Joseph Flotte d'Agoult morto nel 1590, Signore di Saint-Auban sposato nel 1583 con Marguerite de Villeneuve (1566-1589) e padre di Christophe morto nel 1649. 4) Auban de Seillans.
- Jean Battiste Flotte figlio di François Flotte d'Agoult e di Louise de Baronis sposò nel 1675 Marguerite de Granet,
- Anne Marie de Flotte d'Agoult (1656-1724), figlia di Jean sposò nel 1681 Gaspard de Vintimille e nel 1686 André de Glandeves sua sorella Anne Françoise (1660-1694) sposò nel 1686 Pierre IV de Chaillan.

## Ramo Agoult-Montmaur
Giraud d'Agoult, figlio di François morto nel 1545, consignore di Baume des Arnauds e di Bonneval sposò nel 1540 Jeanne d'Autane erede dei feudi di Pignon e di Montmaur, suo nipote Charles, (figlio di Louis) passò i suoi beni a suo fratello Hector d'Agoult (1625-1687) consigliere al parlamento di Grenoble che trasmise il titolo di marchese di Montmaur a suo figlio Charles che sposò nel 1650, Uranie de Calignon, dame de Voreppe. Hector Samson figlio di Charles e marito di Marie Françoise Amieu de Fautrieu trasmise i feudi alla sua figlia unica Marie Justine Espérance d'Agoult, sposata nel 1739 con Jean Joseph Paul Antoine Montpezat Tremoletti de Bucelli, marchese e poi duca di Montpezat, luogotenente del re in Linguadoca.
- Claire d'Agoult moglie di Jean Baptiste de Vachon de Belmont (1648-1700) madre di Nicolas marito di Justine Angélique de La Porte de L'Artaudière.

## Ramo de Raffélis de Vincens d'Agoult
Julie de Vincens d'Agoult sposò nel 1597 Henri de Raffélis, signore di Courmes e di Saint-Martin des Pallières. Charles Honoré de Raffélis de Vincens d'Agoult fu consigliere al parlamento di Aix nel 1648 e sposò nel 1651 Françoise de la Tour du Pin; suo figlio Jean-Baptiste de Raffélis de Vincens d'Agoult, signore di Rognes fu eletto nel 1711 primo console al parlamento di Aix. Jean Nicolas de Raffélis de Vincens d'Agoult figlio di de Jean-Baptiste, si sposò con Françoise de Serre, e fu anche lui console di Aix nel 1734.

## Ramo de Voreppe
Hector-Philippe d'Agoult 1782-1856 figlio di Jean-Antoine (1753-1826) e di Marie Marguerite Françoise d'Armand de Forest de Blacons (1756-1823) fu ministro plenipotenziario di Luigi XVIII di Francia per i Paesi Bassi. Hector-Philippe si sposò nel 1823 con Henriette Louise Martin de Vaucresson ed ebbe otto figli: Marie, Henriette (1828-1891), Charlotte sposata nel 1857 con Oscar Millet de Faverges, Louise Marie Amanda (1831-1901) sposata nel 1861 con Louis Pierre Jean Mamès Cosseron de Villenoisy (1821-1903), Pauline, Henri Théodore (1836-1881), Elisabeth, Louis sposato nel 1863 con Charles d'Anselme.

## Esponenti della casa d'Agoult
- Inauris d'Agoult (1030-1078) moglie di Ugo I di Baux (981-1060), primo membro della stirpe dei Sovrani di Baux a portare il nome di Baux. Inauris fu la madre di Guglielmo Ugo I di Baux (1050-1110) padre di Raimondo I di Baux marito di Stefania di Barcellona, figlia di Raimondo Berengario III di Barcellona
- Laugier d'Agoult, fratello di Raimbaud I fu vescovo di Apt dal 1103 à 1143. Partecipò alla Prima Crociata con suo fratello Rambaud
- Bertrand d'Agoult marito di Béatrix de Castellane figlia di Roux de Castellane (1157-1215)
- Reforce d'Agoult siniscalco del regno di Napoli mori nel 1345 nella Battaglia di Gamenario che contrappose le forze guelfe degli Angiò e quelle ghibelline facenti capo al marchese Giovanni II del Monferrato.
- Foulques d'Agoult (1290-1375), figlio di Raymond VII, fu siniscalco di Provenza con Raoul di Louppy, governatore del Delfinato, firmò nel 1367 un'alleanza difensiva per lo Stato Pontificio e per il Contado Venassino con Filippo di Cabassoles Amministratore apostolico di Marsiglia, Patriarca latino di Gerusalemme.
- Louis-Fouquet de Vincens de Saint-Michel d'Agoult (1737-1813), militare
- Louis Annibal de Saint-Michel d'Agoult (1747-1810), generale
- Antoine-Jean d'Agoult (1750-1828), moschettiere, colonnello e Pari di Francia
- Pierre Nicolas d'Agoult (1773-1801), generale
- Charles-César-Louis d'Agoult de Bonneval (1787-1801) vescovo della Diocesi di Pamiers.
- Marie d'Agoult (1805-1876), scrittrice, moglie di Charles Louis Constant d'Agoult (1790-1875) viscontessa di Flavigny, nota anche con lo pseudonimo di Daniel Stern. Marie d'Agoult fu l'amante di Franz Liszt e madre di Cosima Liszt che sposò Richard Wagner.
- Claire Christine d'Agoult, marchesa di Charnacé (1830-1912), scrittrice e giornalista.

## Famiglie imparentate con i d'Agoult
Adhémar de Monteil (famiglia), Adhémar de la Garde, d'Aillaud, Altavilla, de Aloigny, Amic, d'Arnaud, de Arnaud de Montpezat, de Bagnoly, de Barrel, de Baume-Suze, de Baux-Del Balzo, del Balzo di Caprigliano, del Balzo di Presenzano, de Barcilon, de Belielde, de Blacas, Borbone, Borbone-Condé, de Bouillon, de Brancas-Céreste,  de Calignon, de Callian, de Castellane, de Castillon-Beynes, de Clapiers, de Clary, de Chaponay-Saint-Julien., de Choisy, de Crussol, de Dié, d'Eiroux, d'Eoulx, de Flotte, de Flotte Sassenage, de Forcalquier; de Forbin, de Foresta, de Flavigny, de Fos, de Galéan, de Glandevès, de Gordes, de Granet, de Grasse, Grimaldi (famiglia), Des Isnards, de Laidet, de La Rivère, de Laugier, de Lascaris de Tende, de Lile, de Luna, Malaspina, de Marle, de Médavy, de Mévouillon, de Mison, de Montainard, de Morges, de Ners, de Ollières, d'Oraison, de Ornano, de Pampullonne, de Panisse, de Pontevès, de Pomeret, de Porcellets, des Pretz de Montpezat, de Rainvilliers, de Rambert, de Raffélis, de Raphelis-Broves, de Reillane, de Rheza, de Riquetti de Mirabeau, de Roban-Soubise, de Rochefort, de Saboulin, de Roquefeuil, de Sabran, de Sade, de Salins, de Sainte Jalle, de Sainte Marguerite, Sanseverino, de Serre, de Sirmiane, de Simiane-Moncha, de Simiane Gordes, de Soliers, de Tournel, de Vachon, de La Vareinne, Dinastia Valois-Orléans, de Vaucresson, Ventimiglia (famiglia), de Viens, de Villeneuve, de Vins, de Voreppe, Wagner (famiglia).